# Temayang (Temayang)
Temayang is een bestuurslaag in het regentschap Bojonegoro van de provincie Oost-Java, Indonesië. Temayang telt 4090 inwoners (volkstelling 2010).